# Eugenia griseiflora
Eugenia griseiflora är en myrtenväxtart som beskrevs av Mcvaugh. Eugenia griseiflora ingår i släktet Eugenia och familjen myrtenväxter. Inga underarter finns listade i Catalogue of Life.